# Clinton Bowen Fisk
Clinton Bowen Fisk, född 8 december 1828 i York i New York, död 9 juli 1890, var en amerikansk militär, affärsman och filantrop.
Fisk deltog i amerikanska inbördeskriget på nordstaternas sida och blev 1865 generalmajor. Fisk verkade under rekonstruktionstiden för ett gott förhållande mellan frigivna slavar och vita och grundade 1866 en skola för afroamerikaner, vilken efter hand växte till Fisk University.